# 空港南路
空港南路，原为 团济-肥西公路，现为 梁园-新桥机场公路的一部分，是安徽省合肥市空港新城最重要的东西向主干道。东起 沪陕高速、 沪蓉高速长岗枢纽，经新淮大道、 新桥机场支线、新桥大道等多条主干道后止于瓦东干渠东侧的瓦东路。沿路有合肥一六八中学新桥学校、宝教寺湖、长岗公园、长鑫存储技术有限公司、凤凰湖公园、高刘市场监督管理所等。未来计划将空港南路改建为城市快速路。